# Danh sách cầu thủ tham dự giải vô địch bóng đá U-17 Bắc, Trung Mỹ và Caribe 2015

## Bảng A

### Cuba
Huấn luyện viên: Fidel Salazar
| 0#0 | Vị trí | Cầu thủ             | Ngày sinh và tuổi | Câu lạc bộ |
| --- | ------ | ------------------- | ----------------- | ---------- |
| 1   | TM     | Lazaro Garcia       | {{{age}}}         | {{{club}}} |
| 2   | HV     | Felipe Hurtado      | {{{age}}}         | {{{club}}} |
| 3   | HV     | Dariel Morejon      | {{{age}}}         | {{{club}}} |
| 4   | HV     | Carlos Borromeo     | {{{age}}}         | {{{club}}} |
| 5   | TV     | Jansiel Blanco      | {{{age}}}         | {{{club}}} |
| 6   | TV     | Jonathan Ramirez    | {{{age}}}         | {{{club}}} |
| 7   | TV     | Raycharles Herrera  | {{{age}}}         | {{{club}}} |
| 8   | TĐ     | Yosniel Gonzalez    | {{{age}}}         | {{{club}}} |
| 9   | TĐ     | Carlos Sebrango     | {{{age}}}         | {{{club}}} |
| 10  | TV     | Eduard Puga         | {{{age}}}         | {{{club}}} |
| 11  | TĐ     | Nelson Betancourt   | {{{age}}}         | {{{club}}} |
| 12  | TM     | Jesus Hernandez     | {{{age}}}         | {{{club}}} |
| 13  | TV     | Serguey Campillo    | {{{age}}}         | {{{club}}} |
| 14  | HV     | YonDaller Hernandez | {{{age}}}         | {{{club}}} |
| 15  | HV     | Jeffrey Delgado     | {{{age}}}         | {{{club}}} |
| 16  | TĐ     | Brian Savigne       | {{{age}}}         | {{{club}}} |
| 17  | TV     | Yordan Alonso       | {{{age}}}         | {{{club}}} |
| 18  | TV     | Neisser Sando       | {{{age}}}         | {{{club}}} |
| 19  | HV     | Omar Romeo          | {{{age}}}         | {{{club}}} |
| 20  | TM     | Yordanis Barreto    | {{{age}}}         | {{{club}}} |

### Guatemala
Huấn luyện viên:  Juan Manuel Funes
| 0#0 | Vị trí | Cầu thủ           | Ngày sinh và tuổi | Câu lạc bộ |
| --- | ------ | ----------------- | ----------------- | ---------- |
| 1   | TM     | Angel Castro      |                   |            |
| 2   | HV     | David Ramos       |                   |            |
| 3   | HV     | Ganzalo Deras     |                   |            |
| 4   | HV     | Fernando Fuentes  |                   |            |
| 5   | HV     | Mario Rodas       |                   |            |
| 6   | TV     | Stefan Behrens    |                   |            |
| 7   | TĐ     | Esteban Garcia    |                   |            |
| 8   | TV     | Alvaro Velasquez  |                   |            |
| 9   | TĐ     | Francisco Spross  |                   |            |
| 10  | TV     | John Mendez       |                   |            |
| 11  | TV     | Diego Raymundo    |                   |            |
| 12  | TM     | Gilder Lemus      |                   |            |
| 13  | TV     | Victor Valdez     |                   |            |
| 14  | TV     | Erick Soto        |                   |            |
| 15  | TV     | Armando Aroche    |                   |            |
| 16  | TV     | Moises Orellana   |                   |            |
| 17  | HV     | Abel Lemus        |                   |            |
| 18  | HV     | Juan Riley        |                   |            |
| 19  | TĐ     | Oliver Diaz       |                   |            |
| 20  | TV     | Richard Rodriguez |                   |            |

### Honduras
Huấn luyện viên:  José Valladares
| 0#0 | Vị trí | Cầu thủ          | Ngày sinh và tuổi          | Câu lạc bộ  |
| --- | ------ | ---------------- | -------------------------- | ----------- |
| 1   | TM     | José Aguiluz     |                            | Honduras    |
| 2   | HV     | Víctor Matamoros | 8 tháng 10, 1998 (16 tuổi) | Olimpia     |
| 3   | HV     | Wesly Decas      |                            | Pumas UNAH  |
| 4   | HV     | Allan Rivera     | 23 tháng 3, 1998 (16 tuổi) | Real España |
| 5   | HV     | Dylan Andrade    | 11 tháng 3, 1998 (17 tuổi) | Platense    |
| 6   | TV     | Jorge Álvarez    |                            | Valencia    |
| 7   | TĐ     | Foslyn Grant     | 4 tháng 10, 1998 (16 tuổi) | Motagua     |
| 8   | TV     | Erick Arias      |                            | Comayagua   |
| 9   | TĐ     | Darixon Vuelto   | 15 tháng 1, 1998 (17 tuổi) | Victoria    |
| 10  | TV     | Óscar Castro     | 16 tháng 2, 1998 (17 tuổi) | Real España |
| 11  | TĐ     | Oslin Sevilla    |                            | Real España |
| 12  | TM     | Michael Perelló  | 11 tháng 7, 1998 (16 tuổi) | Platense    |
| 13  | TĐ     | Wisdom Quaye     | 8 tháng 4, 1998 (16 tuổi)  | Vida        |
| 14  | TĐ     | David Sánchez    | 19 tháng 3, 1998 (16 tuổi) | Olimpia     |
| 15  | TV     | José Galeado     |                            | Juvenil     |
| 16  | TV     | Jeancarlo Vargas | 16 tháng 5, 1998 (16 tuổi) | Platense    |
| 17  | HV     | Denil Maldonado  | 25 tháng 5, 1998 (16 tuổi) | Motagua     |
| 18  | TĐ     | Kevin Castro     | 9 tháng 10, 1998 (16 tuổi) | Motagua     |
| 19  | HV     | Gabriel Ortiz    | 9 tháng 2, 1998 (17 tuổi)  | Olimpia     |
| 20  | HV     | Darwin Diego     |                            | Tela        |

### Jamaica
Huấn luyện viên:  Andrew Edwards
| 0#0 | Vị trí | Cầu thủ              | Ngày sinh và tuổi | Câu lạc bộ |
| --- | ------ | -------------------- | ----------------- | ---------- |
| 1   | TM     | Akeem Chambers       |                   |            |
| 2   | HV     | Javian Brown         |                   |            |
| 3   | HV     | Donovan Dawkins      |                   |            |
| 4   | TV     | Shandel Senior       |                   |            |
| 5   | HV     | Jahwani Hinds        |                   |            |
| 6   | TV     | Fabian Grant         |                   |            |
| 7   | TV     | Peter Vassell        |                   |            |
| 8   | TV     | Tajea Brown          |                   |            |
| 9   | TV     | Nicholas Nelson      |                   |            |
| 10  | TĐ     | Alex Marshall        |                   |            |
| 11  | TV     | Zaire Bartley        |                   |            |
| 12  | HV     | Antoniel Mullings    |                   |            |
| 13  | TM     | Jahmali Waite        |                   |            |
| 14  | TV     | Hakim Williams       |                   |            |
| 15  | TV     | Deshane Beckford     |                   |            |
| 16  | HV     | Jahlanie Hammond     |                   |            |
| 17  | HV     | Ajeanie Talbott      |                   |            |
| 18  | TV     | Chris-Andrew Dixon   |                   |            |
| 19  | HV     | Nathaniel Adamolekun |                   |            |
| 20  | TV     | Demar James          |                   |            |

### Trinidad và Tobago
Huấn luyện viên: Shawn Cooper
| 0#0 | Vị trí | Cầu thủ            | Ngày sinh và tuổi | Câu lạc bộ |
| --- | ------ | ------------------ | ----------------- | ---------- |
| 1   |        | Levi Fernandez     |                   |            |
| 2   |        | Isaiah Garcia      |                   |            |
| 3   |        | Keston Julien      |                   |            |
| 4   |        | Tekay Hoyce        |                   |            |
| 5   |        | Shirwin Noel       |                   |            |
| 6   |        | Kareem Riley       |                   |            |
| 7   |        | Shakeem Patrick    |                   |            |
| 8   |        | Joshua Burnett     |                   |            |
| 9   |        | Chaz Burnett       |                   |            |
| 10  |        | Morgan Bruce       |                   |            |
| 11  |        | Jerren Nixon       |                   |            |
| 12  |        | Kierron Mason      |                   |            |
| 13  |        | Kishon Hackshaw    |                   |            |
| 14  |        | Isaiah Hudson      |                   |            |
| 15  |        | Darnell Hospedales |                   |            |
| 16  |        | Shobal Celestin    |                   |            |
| 17  |        | Jeankeon Alexander |                   |            |
| 18  |        | John-Paul Rochford |                   |            |
| 19  |        | Noah Powder        |                   |            |
| 20  |        | Tyrek James        |                   |            |

### Hoa Kỳ
Huấn luyện viên:  Richie Williams
| Số | VT | Cầu thủ            | Ngày sinh (tuổi)           | Trận | Bàn | Câu lạc bộ                    |
| -- | -- | ------------------ | -------------------------- | ---- | --- | ----------------------------- |
| 1  | TM | Will Pulisic       | 16 tháng 4, 1998 (16 tuổi) | 16   | 0   | Richmond United               |
| 12 | TM | Kevin Silva        | 5 tháng 1, 1998 (17 tuổi)  | 15   | 0   | Players Development Academy   |
|    |    |                    |                            |      |     |                               |
| 2  | HV | Matthew Olosunde   | 7 tháng 3, 1998 (16 tuổi)  | 22   | 0   | New York Red Bulls            |
| 5  | HV | Hugo Arellano (C)  | 5 tháng 3, 1998 (16 tuổi)  | 21   | 1   | LA Galaxy                     |
| 4  | HV | Alexis Velela      | 17 tháng 4, 1998 (16 tuổi) | 20   | 1   | San Diego Surf                |
| 15 | HV | Daniel Barbir      | 31 tháng 1, 1998 (16 tuổi) | 16   | 0   | West Bromwich Albion          |
| 3  | HV | John Nelson        | 11 tháng 7, 1998 (16 tuổi) | 16   | 0   | Internationals                |
| 14 | HV | Tanner Dieterich   | 5 tháng 4, 1998 (16 tuổi)  | 15   | 0   | Real Salt Lake                |
| 18 | HV | Tyler Adams        | 14 tháng 2, 1999 (15 tuổi) | 14   | 0   | New York Red Bulls            |
|    |    |                    |                            |      |     |                               |
| 10 | TV | Christian Pulisic  | 18 tháng 9, 1998 (16 tuổi) | 27   | 18  | Borussia Dortmund             |
| 8  | TV | Luca de la Torre   | 23 tháng 5, 1998 (16 tuổi) | 22   | 1   | Fulham                        |
| 6  | TV | Eric Calvillo      | 2 tháng 1, 1998 (17 tuổi)  | 21   | 0   | Real So Cal                   |
| 20 | TV | Alejandro Zendejas | 7 tháng 2, 1998 (16 tuổi)  | 20   | 3   | FC Dallas Development Academy |
| 16 | TV | Thomas McCabe      | 4 tháng 4, 1998 (16 tuổi)  | 18   | 0   | Players Development Academy   |
|    |    |                    |                            |      |     |                               |
| 7  | TĐ | Haji Wright        | 27 tháng 3, 1998 (16 tuổi) | 26   | 24  | Schalke 04                    |
| 13 | TĐ | McKinze Gaines     | 2 tháng 3, 1998 (16 tuổi)  | 22   | 5   | Lonestar SC                   |
| 17 | TĐ | Pierre Da Silva    | 28 tháng 7, 1998 (16 tuổi) | 22   | 2   | Orlando City                  |
| 11 | TĐ | Joshua Perez       | 21 tháng 1, 1998 (16 tuổi) | 18   | 1   | Fiorentina                    |
| 9  | TĐ | Joe Gallardo       | 1 tháng 1, 1998 (17 tuổi)  | 11   | 9   | Monterrey                     |
| 19 | TĐ | Brandon Vazquez    | 10 tháng 2, 1998 (16 tuổi) | 1    | 3   | Tijuana                       |

## Bảng B

### Canada
Huấn luyện viên:  Sean Fleming
| Số | VT | Cầu thủ                | Ngày sinh (tuổi) | Trận | Bàn | Câu lạc bộ             |
| -- | -- | ---------------------- | ---------------- | ---- | --- | ---------------------- |
| 1  | TM | Luciano Trasolini      |                  |      |     | Vancouver Whitecaps FC |
| 18 | TM | Brogan Engbers         |                  |      |     | Toronto FC             |
|    |    |                        |                  |      |     |                        |
| 2  | HV | Kadin Chung            |                  |      |     | Vancouver Whitecaps FC |
| 3  | HV | Andrew Dias            |                  |      |     | Toronto FC             |
| 4  | HV | Matthew Baldisimo (C)  |                  |      |     | Vancouver Whitecaps FC |
| 5  | HV | Kosovar Sadiki         |                  |      |     | Stoke City             |
| 16 | HV | Dante Campbell         |                  |      |     | Toronto FC             |
| 19 | HV | Gabriel Boakye         |                  |      |     | Toronto FC             |
|    |    |                        |                  |      |     |                        |
| 6  | TV | Munir Saleh            |                  |      |     | Vancouver Whitecaps FC |
| 8  | TV | Harrison Paton         |                  |      |     | Fulham                 |
| 9  | TV | Ballou Jean-Yves Tabla |                  |      |     | Unattached             |
| 10 | TV | Tristan Borges         |                  |      |     | Toronto FC             |
| 12 | TV | Thomas Mickoski        |                  |      |     | North Toronto Nitros   |
| 13 | TV | Aidan Daniels          |                  |      |     | Toronto FC             |
| 20 | TV | Richie Ennin           |                  |      |     | Toronto FC             |
|    |    |                        |                  |      |     |                        |
| 7  | TĐ | Duwayne Ewart          |                  |      |     | Unattached             |
| 11 | TĐ | Malik Johnson          |                  |      |     | Toronto FC             |
| 14 | TĐ | Daniel Sagno           |                  |      |     | Vancouver Whitecaps FC |
| 15 | TĐ | Cyrus Rollocks         |                  |      |     | Toronto FC             |
| 17 | TĐ | Terran Campbell        |                  |      |     | Vancouver Whitecaps FC |

### Costa Rica
Huấn luyện viên:  Marcelo Herrera
| 0#0 | Vị trí | Cầu thủ              | Ngày sinh và tuổi | Câu lạc bộ |
| --- | ------ | -------------------- | ----------------- | ---------- |
| 1   |        | Alejandro Barrientos |                   |            |
| 2   |        | Diego Mesen          |                   |            |
| 3   |        | Pablo Arboine        |                   |            |
| 4   |        | Ian Smith            |                   |            |
| 5   |        | Esteban González     |                   |            |
| 6   |        | Luis Hernández       |                   |            |
| 7   |        | Kevin Masis          |                   |            |
| 8   |        | Jaylon Hadden        |                   |            |
| 9   |        | Andy Reyes           |                   |            |
| 10  |        | Jonathan Martínez    |                   |            |
| 11  |        | Barlon Sequeira      |                   |            |
| 12  |        | Aaron Murillo        |                   |            |
| 13  |        | Yostin Salinas       |                   |            |
| 14  |        | Roberto Córdoba      |                   |            |
| 15  |        | Daniel Villegas      |                   |            |
| 16  |        | Mario Morales        |                   |            |
| 17  |        | Brandon Salazar      |                   |            |
| 18  |        | Patrick Sequeira     |                   |            |
| 19  |        | Jostin Daly          |                   |            |
| 20  |        | Eduardo Juárez       |                   |            |

### Haiti
Huấn luyện viên:  Marc Chèze
| 0#0 | Vị trí | Cầu thủ               | Ngày sinh và tuổi | Câu lạc bộ |
| --- | ------ | --------------------- | ----------------- | ---------- |
| 1   |        | Bernado Constant      |                   |            |
| 2   |        | Ulysse Denso          |                   |            |
| 3   |        | Denilson Pierre       |                   |            |
| 4   |        | Jerome Odilon         |                   |            |
| 5   |        | Joseph Junior         |                   |            |
| 6   |        | Metellus Saul         |                   |            |
| 7   |        | Charles Bellora       |                   |            |
| 8   |        | Dede Kenley           |                   |            |
| 9   |        | Claude Davidson       |                   |            |
| 10  |        | Johnson Jeudy         |                   |            |
| 11  |        | Gay Schneider         |                   |            |
| 12  |        | Chery Emmanuel        |                   |            |
| 13  |        | Paul Fernandes        |                   |            |
| 14  |        | Thermidor Fils-Aime   |                   |            |
| 15  |        | Damus Ronaldo         |                   |            |
| 16  |        | Bissainthe Bicou      |                   |            |
| 17  |        | Maitre Jude           |                   |            |
| 18  |        | Charles John-Peter    |                   |            |
| 19  |        | Pierre Fredyson       |                   |            |
| 20  |        | Jeune Peterson Junior |                   |            |

### México
Huấn luyện viên:  Mario Alberto Arteaga
| Số | VT | Cầu thủ                   | Ngày sinh (tuổi) | Trận | Bàn | Câu lạc bộ           |
| -- | -- | ------------------------- | ---------------- | ---- | --- | -------------------- |
| 1  | TM | Abraham Romero            | 18 tháng 2, 1998 | 6    | 0   | L.A. Galaxy          |
| 12 | TM | Fernando Hernández        | 2 tháng 1, 1998  | 0    | 0   | C.F. Monterrey       |
|    |    |                           |                  |      |     |                      |
| 2  | HV | Diego Cortés              | 18 tháng 6, 1998 | 6    | 0   | CD Guadalajara       |
| 3  | HV | José Joaquín Esquivel     | 7 tháng 1, 1998  | 6    | 0   | Mineros de Zacatecas |
| 4  | HV | Francisco Eduardo Venegas | 16 tháng 7, 1998 | 6    | 1   | CF Pachuca           |
| 5  | HV | Ulises Torres             | 17 tháng 2, 1998 | 6    | 4   | Club América         |
| 13 | HV | Cristian González         | 26 tháng 2, 1998 | 0    | 0   | Club Atlas           |
| 14 | HV | Bryan Salazar             | 25 tháng 2, 1998 | 1    | 0   | CD Guadalajara       |
| 15 | HV | Edwin Lara                | 8 tháng 9, 1999  | 0    | 0   | CF Pachuca           |
|    |    |                           |                  |      |     |                      |
| 6  | TV | Alan Cervantes            | 17 tháng 1, 1998 | 6    | 0   | CD Guadalajara       |
| 7  | TV | Kevin Lara                | 18 tháng 4, 1998 | 5    | 2   | Santos Laguna        |
| 8  | TV | Pablo López               | 7 tháng 1, 1998  | 6    | 1   | CF Pachuca           |
| 11 | TV | Kevin Magaña              | 1 tháng 2, 1998  | 6    | 1   | CD Guadalajara       |
| 16 | TV | Alejandro Zamudio         | 25 tháng 2, 1998 | 4    | 0   | UNAM Pumas           |
| 17 | TV | Martín Rivera             | 18 tháng 5, 1998 | 1    | 0   | Querétaro FC         |
| 19 | TV | Iván Gutiérrez            | 16 tháng 2, 1998 | 3    | 0   | Chivas USA           |
|    |    |                           |                  |      |     |                      |
| 9  | TĐ | Eduardo Aguirre           | 3 tháng 8, 1998  | 6    | 1   | Santos Laguna        |
| 10 | TĐ | Claudio Zamudio           | 30 tháng 3, 1998 | 6    | 3   | Monarcas Morelia     |
| 18 | TĐ | José Gurrola              | 15 tháng 4, 1998 | 6    | 2   | CD Guadalajara       |
| 20 | TĐ | José Salas                | 19 tháng 3, 1998 | 4    | 0   | CD Guadalajara       |

### Panama
Huấn luyện viên: Juan Carlos Cubillas
| 0#0 | Vị trí | Cầu thủ                | Ngày sinh và tuổi | Câu lạc bộ |
| --- | ------ | ---------------------- | ----------------- | ---------- |
| 1   |        | Marcos Meléndez        |                   |            |
| 2   |        | John Del Busto         |                   |            |
| 3   |        | Jorge Gutiérrez        |                   |            |
| 4   |        | Luis Arias             |                   |            |
| 5   |        | César Blackman         |                   |            |
| 6   |        | Randolph Ramos         |                   |            |
| 7   |        | José Rodríguez         |                   |            |
| 8   |        | Carlos Kirton          |                   |            |
| 9   |        | Ronaldo Córdoba        |                   |            |
| 10  |        | Dámaso Santos          |                   |            |
| 11  |        | Leandro Avila          |                   |            |
| 12  |        | Javier Cruz            |                   |            |
| 13  |        | Emmanuel Chanis        |                   |            |
| 14  |        | Andrés Andrade         |                   |            |
| 15  |        | George Picart          |                   |            |
| 16  |        | Kevin Nelson           |                   |            |
| 17  |        | Chamell Asprilla       |                   |            |
| 18  |        | Oliver Beckles         |                   |            |
| 19  |        | Javier Rivera          |                   |            |
| 20  |        | Adalberto Carrasquilla |                   |            |

### Saint Lucia
Huấn luyện viên:  Cassim Louis
| 0#0 | Vị trí | Cầu thủ          | Ngày sinh và tuổi | Câu lạc bộ |
| --- | ------ | ---------------- | ----------------- | ---------- |
| 1   |        | Viannie George   |                   |            |
| 2   |        | Ryi Maryat       |                   |            |
| 3   |        | Keeroy Lionel    |                   |            |
| 4   |        | Zachernus Simon  |                   |            |
| 5   |        | Harrison Moffat  |                   |            |
| 6   |        | Melvin Doxilly   |                   |            |
| 7   |        | Noah Nicholas    |                   |            |
| 8   |        | Nyrone Winter    |                   |            |
| 9   |        | Jhadel Prospere  |                   |            |
| 10  |        | Cassius Joseph   |                   |            |
| 11  |        | Jamie Prospere   |                   |            |
| 12  |        | Antoine Wilfred  |                   |            |
| 13  |        | Lael Cherry      |                   |            |
| 14  |        | Edward O'Neal    |                   |            |
| 15  |        | Anton Paul       |                   |            |
| 16  |        | Vino Barclett    |                   |            |
| 17  |        | Albertini Philip |                   |            |
| 18  |        | Bradley Cyril    |                   |            |
| 19  |        | Alvinus Myers    |                   |            |
| 20  |        | Andre Gustave    |                   |            |